# Станислав Краков
Станислав Краков (на сръбски: Станислав Краков или Stanislav Krakov) е сръбски писател, режисьор и революционер, деец на Сръбската пропаганда в Македония от началото на XX век.

## Биография
Станислав Краков е роден в Крагуевац, в семейството на полски лекар и Персида, дъщеря на сръбския княз Никола Стоянович. Присъединява се към сръбската пропаганда в Македония и става четник в четата на Войн Попович. Участва в Балканските войни и Първата световна война, като е раняван общо 17 пъти и получава 18 военни отличия. В периода 1919 – 1931 година пише книги, режисира филма „За честта на родината“ (1930), редактира вестниците „Политика“ и „Време“, а между 1940 и 1941 година директор на Радио Белград. След окупацията на Югославия от силите на Оста и с подкрепата на генерал Милан Недич се прехвърля в Швейцария, където умира през 1968 година.